# Mimosaimia fruhstorferi
Mimosaimia fruhstorferi är en skalbaggsart som beskrevs av Stefan von Breuning 1971. Mimosaimia fruhstorferi ingår i släktet Mimosaimia och familjen långhorningar. Inga underarter finns listade i Catalogue of Life.